# Обаруша
Обаруша је старо, традиционално санџачко јело. Прави се од слојева танког печеног теста који се преливају најчешће млечним производима (сир, кајмак, павлака и слично). Јело је слично пити, буреку, гибаници, као и палачинкама, али се битно разликује од свих наведених специјалитета. Основни састојак су коре од теста (јуфке или филије), које се праве слично палачинкама. Свака се кора посебно пече, прелије надевом и тако се ређају једна на другу док се не поређа десетак слојева. Обаруша се традиционално спрема под сачем, али се у савременим домаћинствима пече у пећници штедњака.

## Историја
У почетку је ово једноставно и јефтино јело било храна које се могла наћи само на трпезама сиромашних домаћинстава, али су је временом прихватила и она богатија. Једина разлика била је у количини и саставу намирница којима се обаруша филује. Данас се ово традиционално јело налази на менију многих ресторана који теже оживљавању традиционалних кулинарских специјалитета. 
Обаруша је такође постала и јело којим се изненадном госту указује пажња. Посебно зато што је укусна а није превише захтевна, јер се намирнице увек могу наћи у сваком домаћинству. Осим од пшеничног обаруша се може правити и од неког другог хлебног брашна, а последњих година све је популарнија она од хељдиног брашна.

## Слична јела
Слична јела припремају се широм Балкана, под различитим називима. На Косову се слично јело зове флија, на Пештеру масеница, у Црној Гори масеница или разљевуша, у Босни кљукуша, у Новом Пазару и околини обаруша. Традиционални специјалитет сличан овом може се јести и у Турској, где се зове су бореги (тур. Su böreği – водени бурек). Разлика између косовске флије и обаруше је у томе што се за обарушу коре цепкају, а за флију се ређају целе. За турски су бореги коре се не пеку већ се кувају, свака посебно.

## Припрема
Обаруша се у Санџаку припрема на два начина. Једина разлика је у начину на који се пеку коре – свака кора посебно, или „кат на кат” (ред на ред, слој на слој, спрат на спрат). 

### Припрема кора
Састојци (за 4 особе):
- 500 g брашна
- кашичица соли
- вода
- масноћа за премазивање тепсије

Према традиционалном рецепту тесто за обарушу прави се само од брашна, воде и соли. Постоје и варијанте где се у смесу за тесто додају и млеко, уље или јаја. Масноћа се користи за премазивање тепсије приликом печења, најчешће путер или уље (може и маслиново). Домаћице које не спремају искључиво халал храну за замашћивање тепсије могу користити и свињску маст.
Суву тепсију ставити у пећницу да се загреје на 250°C. Док се пећница загрева миксером умутити састојке за тесто (брашно, вода, со). Смеса треба да је густине као за палачинке. Загрејану тепсију извадити из пећнице и премазати масноћом. У тако подмазану тепсију излити танак слој добијеног теста. Вратити у пећницу и пећи неколико минута (док не порумени). Испечену кору преместити у дубљу посуду, а тепсију поново замастити, сипати нову количину теста и испећи. Поступак понављати све док се не истроши цела смеса за коре.
Код печења кора „кат на кат” испечена кора се не вади из тепсије, већ се окрене, премаже масноћом и преко те коре разлије се нови танки слој смесе. Тепсија се врати у рерну, кора пече док не порумени, па се извади премаже масноћом, окрене, и друга страна се премаже масноћом и преко ње се разлије нови слој теста. Поступак се понавља све док се не потроши цела смеса. Веома је важно окретати и премазивати сваки пут, како би се свака кора једнако запекла са обе стране, а касније лако одвојила. Када се запече последњи слој и њега треба премазати, окренути и вратити у пећницу на још неколико минута.
Готове коре оставе се да се прохладе, толико да могу да се цепкају прстима на „крпице” или „истиринтају“, како се то каже у Санџаку. Код печења „кат на кат” слепљене коре се могу исећи и ножем. Важно је да се слојеви што боље одвоје.

### Припрема прелива
У исцепкане коре додаје се различити млечни производи. То може бити мешавина растопљеног путера и павлаке али се може додавати и бели сир, кајмак или слатка павлака, према укусу. Готова обаруша може се прелити загрејаним уљем у које је умешана туцана сува паприка или алева паприка.

### Служење
Обаруша се може служити за сва три дневна оброка. Најукуснија је ако се служи топла, уз кисело млеко, јогурт или ајран, а неки кулинари предлажу и парадајз или неку другу врсту салате.